# Максиміліан Фойтль
Максиміліан Фойтль (нім. Maximilian Voitl; 22 червня 1885, Боцен — 3 липня 1959, Фрізах) — австро-угорський ,австрійський і німецький офіцер, генерал-майор люфтваффе.

## Біографія
18 серпня 1907 року вступив в австро-угорську армію. Учасник Першої світової війни, з 16 грудня 1908 по 18 листопада 1918 року — командир взводу, потім роти 3-го тірольського імператорського стрілецького полку. Після війни продовжив службу в австрійській армії. З 21 травня 1921 року служив в 12-му альпійському єгерському полку. З 1 червня 1937 року — командир батальйону Тірольського єгерського полку. Після аншлюсу 15 березня 1938 року автоматично перейшов у вермахт. 1 червня 1938 року був переведений в люфтваффе і призначений офіцером для особливих доручень при Імперському міністерстві авіації і головнокомандувачі люфтваффе. З 5 січня 1939 року служив при коменданті аеродрому Фріцлара.
З 1 квітня 1939 року — командир 1-го батальйону 5-го зенітного полку, з 1941 року — зенітної групи «Кассель», з 1 січня 1942 року — 1-го зенітного полку. 22 лютого 1942 року поранений, відправлений на лікування і переданий в розпорядження запасного авіапольового батальйону №1. 15 червня 1943 року відправлений на навчання інспекції поповнень Інсбрука; спочатку був виданий наказ про призначення командиром 1-го військового району Мюнхена, проте він був скасований, оскільки Фойтля визнали непридатним до дійсної служби через наслідки поранення. 16 жовтня 1943 року відправлений в резерв ОКЛ і в шпиталь Фріцлара, одночасно був переданий в розпорядження 64-го запасного зенітного батальйону. З 21 травня 1944 року — комендант навчального полігону Ліласте і бойової ділянки Мітау. В липні 1944 року знову був поранений, відправлений на лікування в шпиталь Фріцлара і переданий в розпорядження 64-го запасного важкого зенітного батальйону. 31 грудня 1944 року звільнений у відставку.

## Звання
- Кадет-заступник офіцера (18 серпня 1907)
- Лейтенант (2 листопада 1909)
- Оберлейтенант (1 листопада 1913)
- Гауптман (1 травня 1916)
- Титулярний майор (1 січня 1921)
- Штабсгауптман (11 вересня 1923)
- Оберстлейтенант (18 грудня 1934)
- Оберст (1 квітня 1939)
- Генерал-майор (1 листопада 1944)

## Нагороди
- Ювілейний хрест
- Срібна і бронзова медаль «За військові заслуги» (Австро-Угорщина) з мечами
- Хрест «За військові заслуги» (Австро-Угорщина) 3-го класу з військовою відзнакою і мечами
- Орден Залізної Корони 3-го класу з військовою відзнакою і мечами
- Військовий Хрест Карла
- Залізний хрест 2-го класу
- Медаль «За поранення» (Австро-Угорщина) з двома смугами
- Пам'ятна військова медаль (Австрія) з мечами
- Хрест «За вислугу років» (Австрія) 2-го класу для офіцерів (25 років)
- Хрест «За військові заслуги» (Австрія) 3-го класу (4 квітня 1936)
- Почесний хрест ветерана війни з мечами
- Медаль «За вислугу років у Вермахті» 4-го, 3-го, 2-го і 1-го класу (25 років)
- Нагрудний знак «За поранення»
  - в чорному — заміна австро-угорської медалі «За поранення».
  - в сріблі
- Нагрудний знак зенітної артилерії люфтваффе